# オリンピックの近代五種競技・メダリスト一覧
オリンピックの近代五種競技・メダリスト一覧（オリンピックのきんだいごしゅきょうぎ・メダリストいちらん）は、1912年から2020年までのオリンピック近代五種競技におけるメダリストの一覧である。

## 男子

### 個人
| 大会名                | 金                                   | 銀                                       | 銅                                         |
| --------------------- | ------------------------------------ | ---------------------------------------- | ------------------------------------------ |
| 1912 ストックホルム   | ヨースタ・リリーホーク (SWE)         | ヨースタ・オースブリンク (SWE)           | ゲオルク・ド・ラバル (SWE)                 |
| 1920 アントワープ     | グスタフ・ディルセン (SWE)           | エリック・ド・ラバル (SWE)               | ヨースタ・ルノー (SWE)                     |
| 1924 パリ             | ボー・リンドマン (SWE)               | グスタフ・ディルセン (SWE)               | ベルティル・ウグラ (SWE)                   |
| 1928 アムステルダム   | スヴェン・ソーフェルト (SWE)         | ボー・リンドマン (SWE)                   | ヘルムート・カール (GER)                   |
| 1932 ロサンゼルス     | ヨハン・オクセンシェルナ (SWE)       | ボー・リンドマン (SWE)                   | リチャード・メイヨ (USA)                   |
| 1936 ベルリン         | ゴットハルト・ハンドリック (GER)     | チャールズ・レナード (USA)               | シルヴァーノ・アバ (ITA)                   |
| 1948 ロンドン         | ウィリアム・グルト (SWE)             | ジョージ・ムーア (USA)                   | ヨースタ・ヤルディン (SWE)                 |
| 1952 ヘルシンキ       | ラルス・ハル (SWE)                   | ガボール・ベネデク (HUN)                 | イストバン・ションディ (HUN)               |
| 1956 メルボルン       | ラルス・ハル (SWE)                   | オラヴィ・マノネン (FIN)                 | ヴァイノ・コルホネン (FIN)                 |
| 1960 ローマ           | フェレンツ・ネメト (HUN)             | イムレ・ナジー (HUN)                     | ロバード・ベック (USA)                     |
| 1964 東京             | フェレンツ・トゥルク (HUN)           | イーゴリ・ノビコフ (URS)                 | アルベルト・モキーエフ (URS)               |
| 1968 メキシコシティ   | ビョルン・フェルム (SWE)             | アンドラス・バルツォ (HUN)               | パベル・レドネフ (URS)                     |
| 1972 ミュンヘン       | アンドラス・バルツォ (HUN)           | ボリス・オニシュチェンコ (URS)           | パベル・レドネフ (URS)                     |
| 1976 モントリオール   | ヤヌシュ・ピチャク＝ペチャク (POL)   | パベル・レドネフ (URS)                   | ヤン・バルトゥ (TCH)                       |
| 1980 モスクワ         | アナトリー・スタロスティン (URS)     | タマーシュ・ションバテリー (HUN)         | パベル・レドネフ (URS)                     |
| 1984 ロサンゼルス     | ダニエル・マサラ (ITA)               | スファンテ・ラスムソン (SWE)             | カルロ・マッスーロ (ITA)                   |
| 1988 ソウル           | ヤーノシュ・マルティネク (HUN)       | カルロ・マッスーロ (ITA)                 | ワフタング・ヤゴラシビリ (URS)             |
| 1992 バルセロナ       | アルカディウス・スクシパシェク (POL) | アッティラ・ミセール (HUN)               | エドゥアルド・ゼノフカ (EUN)               |
| 1996 アトランタ       | アレクサンドル・パリギン (KAZ)       | エドゥアルド・ゼノフカ (RUS)             | ヤノシュ・マルティネク (HUN)               |
| 2000 シドニー         | ドミトリー・スワトコフスキー (RUS)   | ガボール・バログ (HUN)                   | パベル・ドブガル (BLR)                     |
| 2004 アテネ           | アンドレイ・モイセエフ (RUS)         | アンドレイウス・ザドネプロフスキス (LTU) | リボル・ツァパリニ (CZE)                   |
| 2008 北京             | アンドレイ・モイセエフ (RUS)         | エドヴィナス・クルンゴルツァス (LTU)     | アンドレイウス・ザドネプロフスキス (LTU)   |
| 2012 ロンドン         | ダビド・スボボダ (CZE)               | 曹忠栄 (CHN)                             | アダム・マロシ (HUN)                       |
| 2016 リオデジャネイロ | アレクサンドル・レサン (RUS)         | パヴロ・ティモシェンコ (UKR)             | イスマエル・エルナンデス・ウスカンガ (MEX) |
| 2020 東京             | ジョゼフ・チューン (GBR)             | アフメド・エル＝ゲンディ (EGY)           | 全雄太 (KOR)                               |
| 2024 パリ             | アフメド・エル＝ゲンディ (EGY)       | 佐藤大宗 (JPN)                           | ジョルジョ・マラン (ITA)                   |

### 団体
| 大会名              | 金                                                                                  | 銀                                                                                  | 銅                                                                                  |
| ------------------- | ----------------------------------------------------------------------------------- | ----------------------------------------------------------------------------------- | ----------------------------------------------------------------------------------- |
| 1952 ヘルシンキ     | ハンガリー ガボール・ベネデク アラダール・コヴァチ イストバン・スゾンディ           | スウェーデン ラルス・ハル トルステン・リンドクビスト クレイズ・エグネル             | フィンランド オラヴィ・マノネン ラウリ・ヴィルコ オラヴィ・ロッカ                   |
| 1956 メルボルン     | ソビエト連邦 イーゴリ・ノビコフ アレクサンドル・タラソフ イワン・デリューヒン       | アメリカ合衆国 ジョージ・ランバード ウィリアム・アンドレ ジャック・ダニエルズ       | フィンランド オラヴィ・マノネン ヴァイノ・コルホネン ベルンド・カッテル             |
| 1960 ローマ         | ハンガリー フェレンツ・ネメト イムレ・ナジー アンドラス・バルツォ                   | ソビエト連邦 イーゴリ・ノビコフ ニコライ・タタリノフ ハンノ・セルグ                 | アメリカ合衆国 ロバード・ベック ジョージ・ランバード ジャック・ダニエルズ           |
| 1964 東京           | ソビエト連邦 イーゴリ・ノビコフ アルベルト・モキーエフ ビクトル・ミニーエフ         | アメリカ合衆国 ジェームズ・ムーア デヴィッド・カークウッド ポール・ペシュティ       | ハンガリー フェレンツ・トゥルク イムレ・ナジー オットー・トゥルク                   |
| 1968 メキシコシティ | ハンガリー アンドラス・バルツォ イストバン・モナ フェレンツ・トゥルク               | ソビエト連邦 ボリス・オニスチェンコ パベル・レドネフ スタシス・サパルニス           | フランス ラウール・ゲゲン ルシアン・ギゲ ジャン=ピエール・ギウジセリ                |
| 1972 ミュンヘン     | ソビエト連邦 ボリス・オニスチェンコ パベル・レドネフ ウラジーミル・シュメリオフ     | ハンガリー アンドラス・バルツォ ジグモンド・ビラニー パル・バコ                     | フィンランド リスト・フルム ベイコ・サルミネン マルッチ・ケテラ                     |
| 1976 モントリオール | イギリス ジム・フォックス ダニー・ナイチンゲール エイドリアン・パーカー             | チェコスロバキア ヤン・バルトゥ ボフミル・スタルノフスキー イリ・アダム             | ハンガリー タマーシュ・カンツァル ティボル・マラチュコー シュベルシラーフ・サシチュ |
| 1980 モスクワ       | ソビエト連邦 アナトリー・スタロスティン パベル・レドネフ エフゲニー・リペイエフ     | ハンガリー タマーシュ・ションバテリー ティボル・マラチュコー ラースロー・ホルバート | スウェーデン スファンテ・ラスムソン レナート・ペテルソン ゲオルゲ・ホルバート       |
| 1984 ロサンゼルス   | イタリア ダニエル・マサラ カルロ・マッスーロ ピエル・パオロ・クリストフォリ         | アメリカ合衆国 マイケル・ストーム ロバート・ロージー ディーン・グレンスク           | フランス ポール・フォール ディディエ・ブーブ ジョエル・ブーズー                     |
| 1988 ソウル         | ハンガリー ヤーノシュ・マルティネク アッティラ・ミセール ラースロー・ファービアーン | イタリア カルロ・マッスーロ ダニエル・マサラ ジャンルカ・ティベルティ               | イギリス リチャード・フェルプス ドミニク・マホニー グラハム・ブルックハウス         |
| 1992 バルセロナ     | ポーランド マチェイ・チゾビッチ アルカディウス・スクシパシェク ダリウス・ゴズジアク | EUN アナトリー・スタロスティン ドミトリー・スワトコフスキー エドゥアルド・ゼノフカ  | イタリア ジャンルカ・ティベルティ カルロ・マッスーロ ロベルト・ボンプレッツィ       |

## 女子
| 大会名                | 金                              | 銀                                          | 銅                                          |
| --------------------- | ------------------------------- | ------------------------------------------- | ------------------------------------------- |
| 2000 シドニー         | ステファニー・クック (GBR)      | エミリー・デ・リエル (USA)                  | ケイト・アレンビー (GBR)                    |
| 2004 アテネ           | ジュジャンナ・ベレシュ (HUN)    | エレナ・ルブレフスカ (LAT)                  | ジョルジナ・ハーランド (GBR)                |
| 2008 北京             | レナ・ショーネボルン (GER)      | ヘザー・フェル (GBR)                        | アナスタシア・プロコペンコ ベラルーシ (BLR) |
| 2012 ロンドン         | ラウラ・アサダウスカイテ (LTU)  | サマンサ・マリー (GBR)                      | ヤネ・マルケス (BRA)                        |
| 2016 リオデジャネイロ | クロエ・エスポジート (AUS)      | エロディー・クルベル (FRA)                  | オクタヴィア・ノヴァツカ (POL)              |
| 2020 東京             | ケイト・フレンチ イギリス (GBR) | ラウラ・アサダウスカイテー リトアニア (LTU) | コバーチ・シャロルタ ハンガリー (HUN)       |